# Naftali Herz Homberg
Naftali Herz Homberg (hebrejsky נפתלי הרץ הומברג‎, září 1749, Libeň u Prahy - 24. srpna 1841, Praha) byl pražský židovský spisovatel, silný propagátor židovského osvícenského hnutí Haskala.

## Život

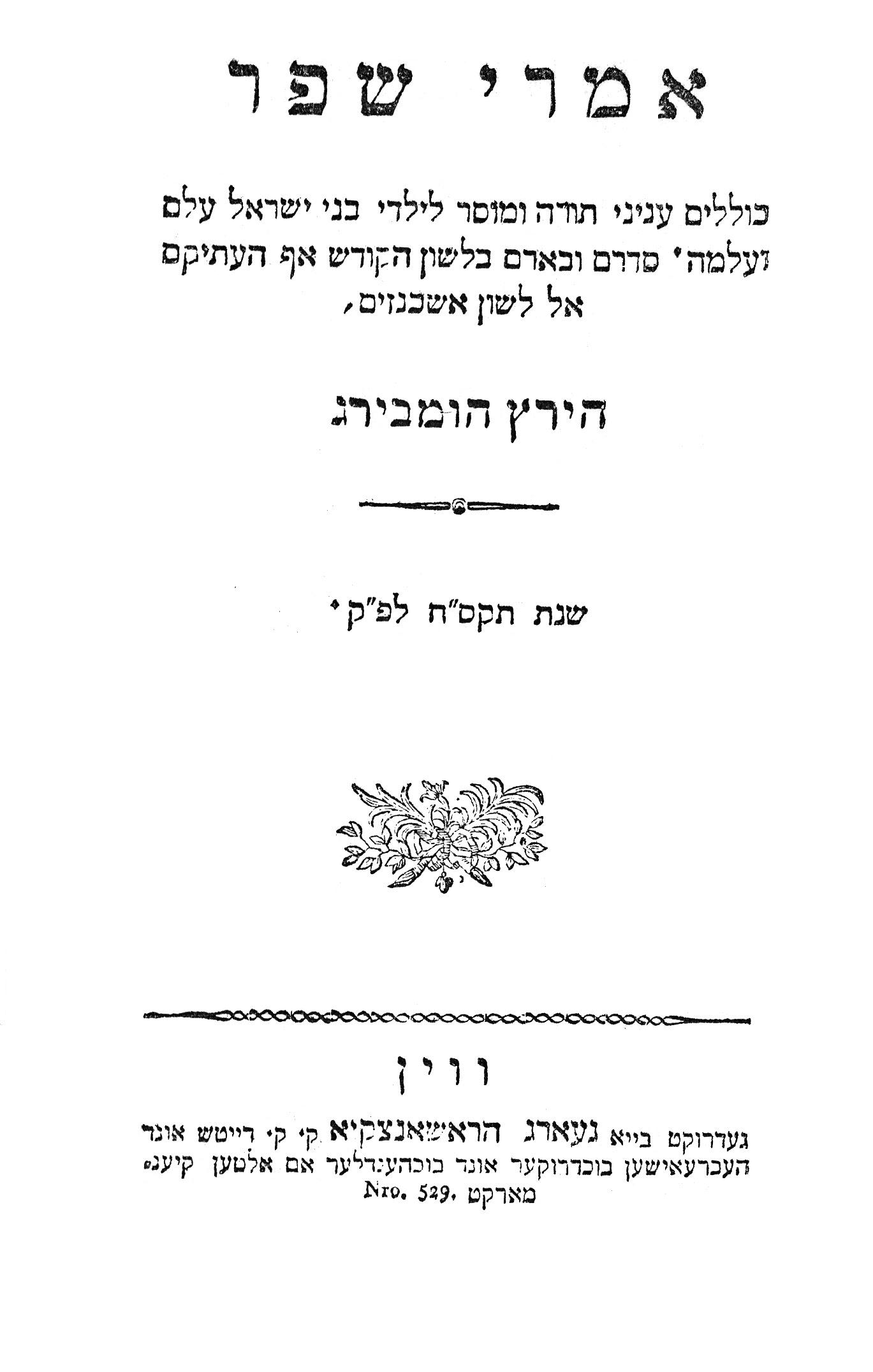
Spis Imre šefer

V mládí navštěvoval ješivot v Praze, Bratislavě a Hlohově a poté se přestěhoval do Vratislavi. V roce 1767 se tajně učil německy a později studoval jazyky a matematiku v Berlíně a Hamburku. Pod vlivem myšlenek Jeana-Jacquese Rousseaua se Homberg přeorintoval na pedagogiku a v roce 1779 se stal učitelem Josefa Mendelssohna, syna Mosese Mendelssohna.
V roce 1782 se přestěhoval do Vídně, kde bylo v důsledku tolerančních patentů císaře Josefa II. podporováno státní vzdělávání. V letech 1783–1784 Homberg vyučoval na židovské škole v Terstu, jeho úsilí získat místo na univerzitě však selhalo kvůli jeho židovskému původu.
V roce 1787 byl rakouskými úřady jmenován superintendantem německy mluvících židovských škol v Haliči a dohlížel na cenzuru židovských knih. V dopise haličským rabínům v roce 1788 navrhl přizpůsobení židovských vzdělávacích principů evropské kultuře s podporou výuky hebrejské gramatiky, německého jazyka a manuálních dovedností a důležitosti vzdělávání chudých.
Homberg v Haliči založil celkem 107 školních tříd a škol, včetně učitelského semináře ve Lvově. Většina věřících Židů odmítla své děti posílat do těchto škol, neboť je považovali za prostředek konverze ke křesťanství. Homberg pohrozil rabínům, že pokud tak neučiní sami, prosadí vláda jeho principy silou.
Zasazoval se o omezení všech vnějších znaků, které odlišovaly Židy od nežidů, jako jsou vousy, pejzy a tradiční oděvy. Neváhal se podřídit úřadům a vyvíjet tlak na věřící Židy, kteří odmítli dodržovat jeho pravidla.
Jako odborník na židovské záležitosti ve vládních kruzích Homberga v roce 1793 povolal do Vídně císař František II., aby vypracoval návrhy na reorganizaci židovského života, které sloužily jako základ systemálního patentu pro české země z roku 1797. Během této doby sestavil seznam židovských knih, které by měly být zakázány nebo cenzurovány. To zahrnovalo kabalistické spisy, většinu chasidských spisů a také tradiční modlitební knihu.
V roce 1808 vydal Homberg katechismus pro mladé lidi v hebrejštině a němčině s názvem Imre šefer („Krásná slova“). Homberg navíc napsal komentář k Pentateuchu i k Izaiášovi, Jeremjášovi a Jobovi, publikovaným ve Vídni v letech 1817-1818.
Homberg byl silně neoblíbený až nenáviděný mezi mnoha všemi svými židovskými současníky. Dokonce i Mojžíš Mendelssohn byl kritický vůči extrémní formě, kterou Homberg užíval při spolupráci s úřady k prosazování svých zásad. Heinrich Graetz ho popsal jako morálně slabou osobnost v osvícenském prostředí.